# Maddalena Di Giacomo

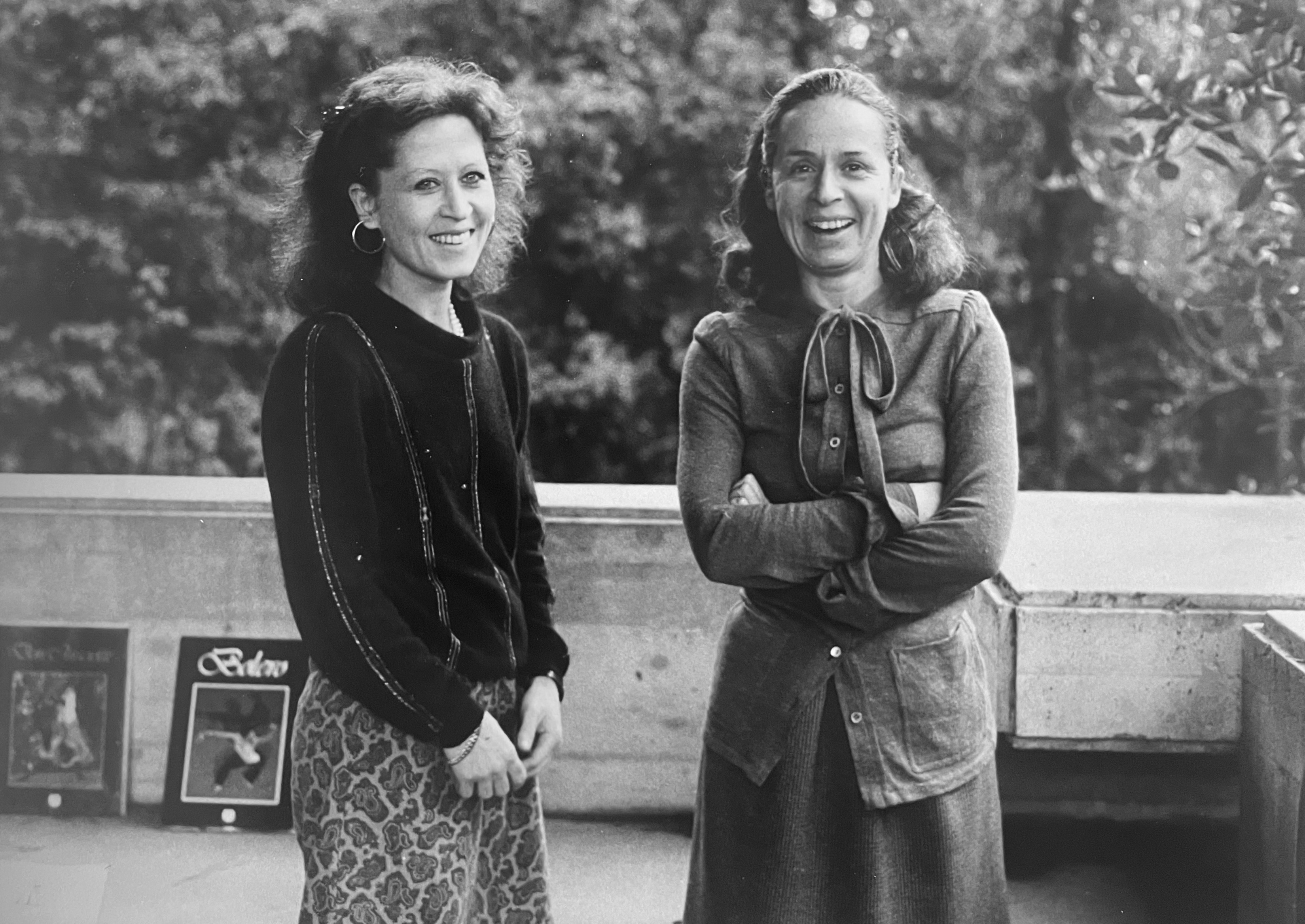
Maddalena con la sorella Grazia

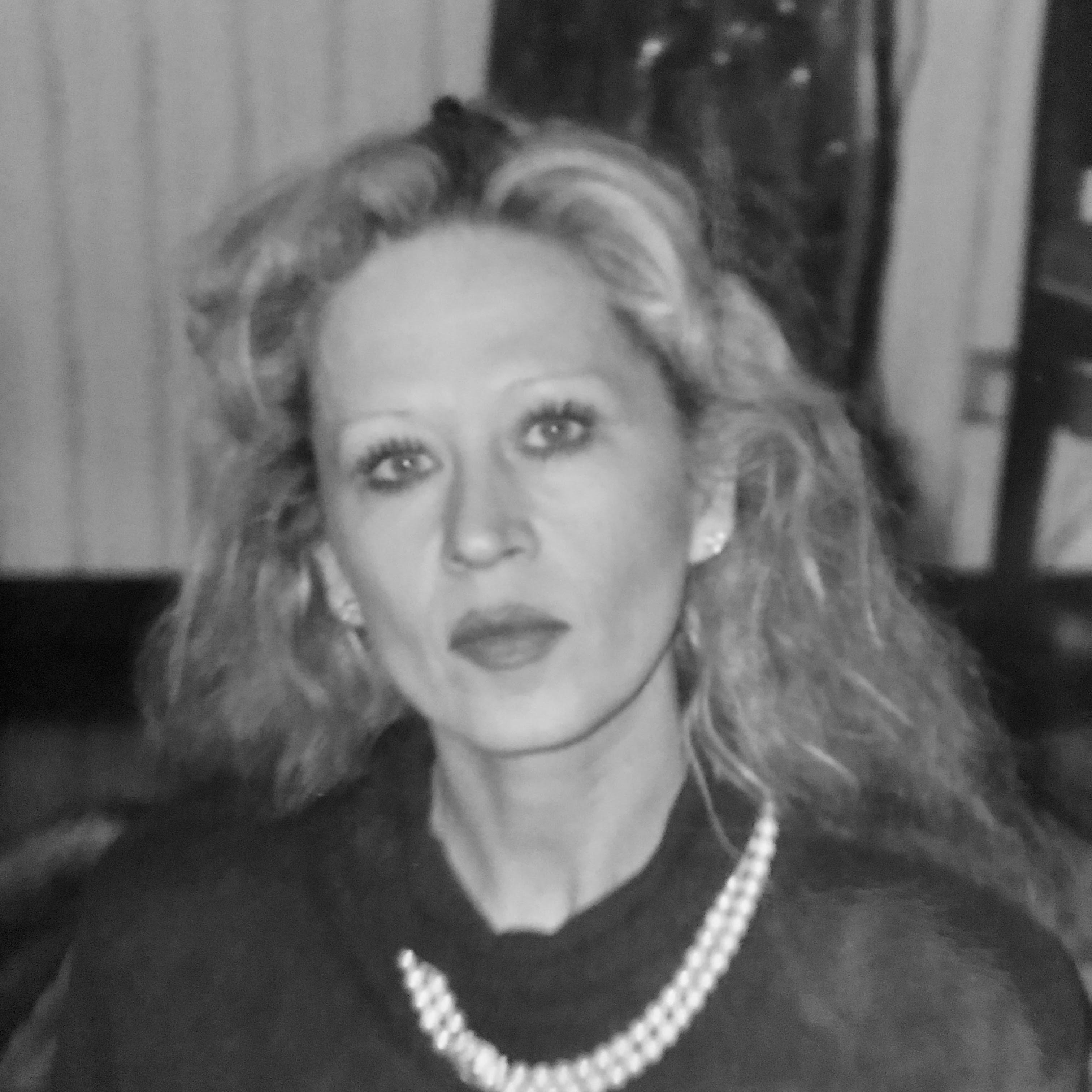
Maddalena Di Giacomo

Maddalena Di Giacomo (Roma, 21 maggio 1950 – Roma, 30 maggio 2016) è stata un'editrice e gallerista italiana.

## Biografia
Nata a Roma, figlia di Maria Tidei e Albino Di Giacomo, si diplomò in pianoforte. A seguito del grande entusiasmo per la prima del balletto Giselle con Carla Fracci e Rudolph Nourejev ebbe l'idea di fondare una casa editrice specializzata sulla danza con la sorella Maria Grazia Di Giacomo.  Fu nel 1991 che fondarono la casa editrice Di Giacomo Editore specializzata esclusivamente sul balletto classico, danza e cinema. Vi contribuirono, fra gli altri: Riccardo Redi, Adriano Apra', Flavia Pappacena, Alberto Testa. Per la sua opera pionieristica di diffusione dell'editoria specializzata sulla danza e il balletto la casa editrice ricevette nel 1993 il premio al valore 'Positano premia la danza' ed il 'premio Giorgio Gaber'. Grazie al suo lavoro nella danza Maddalena incontrò Denys Ganio, destinato a diventare il suo compagno; con lui nel 1995 fondò la Maison De La Danse, un centro internazionale per giovani ballerini e ballerine. Maddalena Di Giacomo sin dall'apertura de Maison De La Danse si dedico' a dare lezioni di piano. Nel 2007 fondò con la figlia Alexandra Mazzanti la Dorothy Circus Gallery, una galleria d'arte contemporanea specializzata nel movimento artistico lowbrow (art movement), graffiti e street art a Roma, Italia e Londra, ideata come luogo d'incontro per arte, musica, danza e letteratura.

## Mercante d'arte
La Dorothy Circus Gallery è stata fondata nel 2007 dall'editore Maddalena Di Giacomo e da sua figlia, Alexandra Mazzanti, che ne è attualmente l'unica proprietaria e direttrice. Maddalena di Giacomo fu una figura chiave per la scena lowbrow in Italia, poiché fu tra le prime a credere nel movimento aprendo la sua galleria ed offrendo per la prima volta in un palco legittimo per gli artisti che ora sono riconosciuti come i maggiori esponenti del pop surrealismo come Ray Caesar, Mark Ryden e Marion Peck.

## Editoria
Tra le pubblicazioni de Di Giacomo Editore: 
1. 'Romeo e Giulietta' di Alberto Testa
2. 'Il Contrasto, Il Ritomo, L'armonia, Il cinema di Satyajit Ray a cura di Enrico Magrelli
3. 'Lumière, Verso il centenario' a cura di Riccardo Redi
4. 'Il metodo Vaganova' di Agrippina Vaganova
5. Balachine e Ciaikovskij,  conversazioni con George Balanchine di S. Volkov, trad. di F. V. Duca
6. D come Danza di Vittoria Ottolenghi
7. 'Il lago dei cigni'
8. 'Lo Schiaccianoci'
9. 'Bolero'
10. 'Lettere sulla Danza'
11. 'La danza come un gioco'
12. 'Nureyev'
13. 'Fonteyn e Nureyev'
14. 'Lezioni di Danza'
15. 'Tanztheater Excelsior'
16. 'Competere con la Silfide'
17. 'Cento lezioni di danza classica'
18. 'Modern Dance'
19. 'La tecnica di danza di Doris Humphrey'
20. 'Balanchine Tchaikovsky'
21. 'La Morte Subite'
22. 'La Generazione Danzante'